# Trachypepla hemicarpa
Trachypepla hemicarpa is een vlinder uit de familie van de sikkelmotten (Oecophoridae). De wetenschappelijke naam van de soort is voor het eerst geldig gepubliceerd in 1887 door entomoloog Edward Meyrick.